# Tejfog (album)
A Tejfog a Supernem 2005-ben megjelent második stúdióalbuma.

## Az album dalai
| 1.    | Tejfog                                       | 1:47 |
| 2.    | Majomdal                                     | 3:46 |
| 3.    | Problémás gyerek                             | 3:54 |
| 4.    | Ne is kérdezz                                | 2:35 |
| 5.    | Számolj rám                                  | 4:49 |
| 6.    | Az igazi rocksztár az első próbán meghal     | 4:49 |
| 7.    | Holnapután                                   | 4:07 |
| 8.    | Mit tennél                                   | 4:05 |
| 9.    | Szabadesés                                   | 3:44 |
| 10.   | Nincs mese                                   | 3:16 |
| 11.   | Count Me Out (A Számolj rám angol változata) | 4:06 |
| 41:02 |                                              |      |

## Közreműködők
- Papp Szabolcs – basszusgitár, ének
- Mózsik Imre – dobok
- Pulius Tibor – gitár
- Kubányi Bálint – billentyű[forrás?]

## Külső hivatkozások
- A Supernem hivatalos oldala Archiválva 2011. július 22-i dátummal a Wayback Machine-ben